# Паломино, Антонио
Аси́скло Анто́нио Паломи́но де Ка́стро и Вела́ско (исп. Acisclo Antonio Palomino de Castro y Velasco; 1655, Бухалансе — 12 августа 1726, Мадрид) — испанский художник эпохи барокко, также известный благодаря написанному им сборнику жизнеописаний испанских художников, охватывающего биографии множества мастеров испанского Золотого века. Благодаря этому сочинению Паломино заслужил прозвище «испанского Вазари».

## Биография
Паломино родился в 1655 году в состоятельной семье. В детстве переехал со своей семьей из Бухалансе в Кордову, где получил хорошее образование; изучал грамматику, философию, юриспруденцию, а также брал уроки живописи — сперва у Хуана де Вальдеса Леаля (1672) а затем у Хуана де Альфаро (1675 год). 
В 1678 году Паломино переехал в Мадриде, где всецело посвятил себя живописи. В том же году он расписал потолок в личных покоях королевы, в мадридском алькасаре. Затем им были исполнены, по поручению Луки Джордано, эскизы для росписи Эскориала. Кроме того им были расписаны потолочные плафоны мадридской городской ратуши.
Работы художника пользовались успехом а сам он пользовался покровительством более старшего по возрасту художника Хуана Карреньо де Миранды. В некоторых случаях работал вместе с Клаудио Коэльо.
В 1691 году получил звание придворного художника.
Переселившись в 1697 году в Валенсию, Паломино написал для церкви Сан-Хуан-дель-Меркадо фрески со сценами из жизни Иоанна Крестителя и Иоанна Богослова. В Саламанке, церковь Сан-Эстебан, создал большую фреску «Триумф веры» (1705). В 1712 году Паломино купол ризницы картезианского монастыря в Гранаде (в этой работе искусствоведы отмечают черты рококо и относят её к числу лучших работ художника). В том же году Паломино исполнил запрестольный образ для Кордовского собора. Кроме того, Паломино были созданы росписи по меньшей мере в ещё одной из валенсийских церквей.
Между 1705 и 1715 годами, в тяжёлые для Испании годы, проживал в Саламанке, Гранаде и Кордове, после чего опять вернулся в Мадрид.
После смерти жены в 1725 году Паломино стал священником.
Скончался Паломино 12 августа 1726 года в Мадриде.
В 1714—1724 годах Паломино издал «El museo pictorico» — сочинение в трёх томах. Первые два тома, которые сам Паломино считал важнейшими, были посвящены теории и практике живописи и не сыскали особенного признания. Зато третий том, посвящённый биографиям испанских художников, стала основным письменным источником об эпизодах жизни множества испанских мастеров и положил начало развитию искусствоведения в Испании.

## Галерея

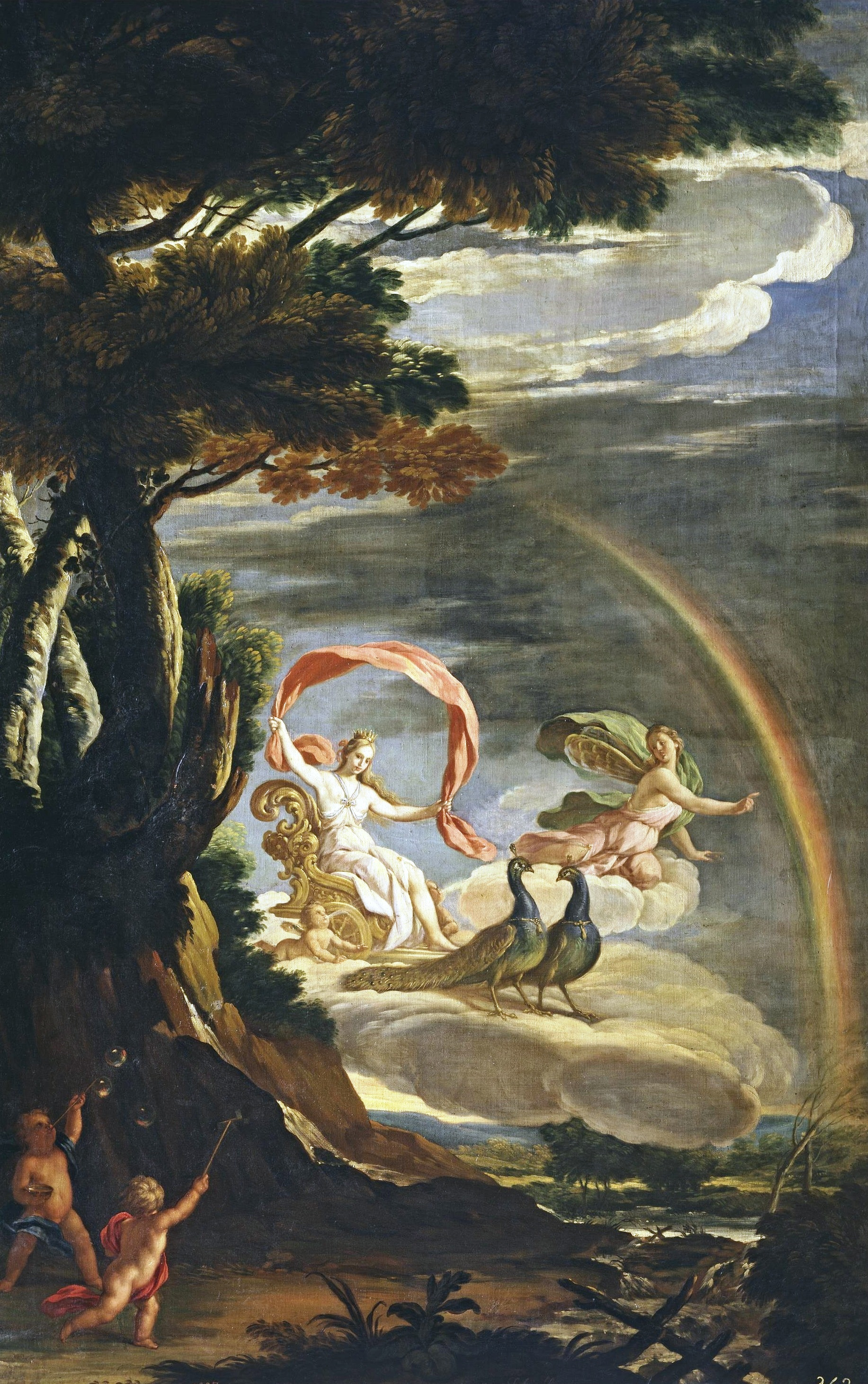
Аллегория воздуха, Музей Прадо, Мадрид.
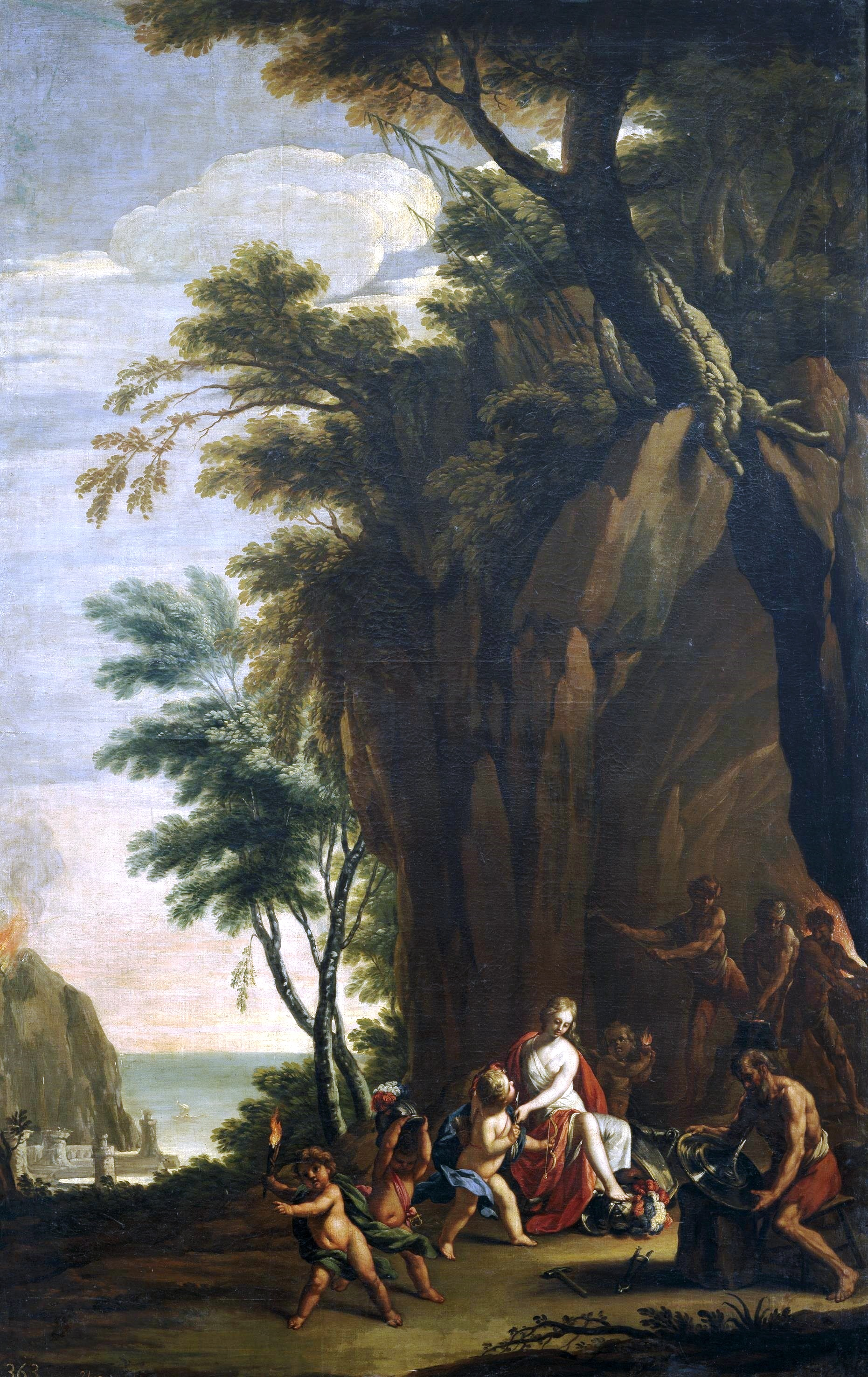
Аллегория огня, Музей Прадо, Мадрид.
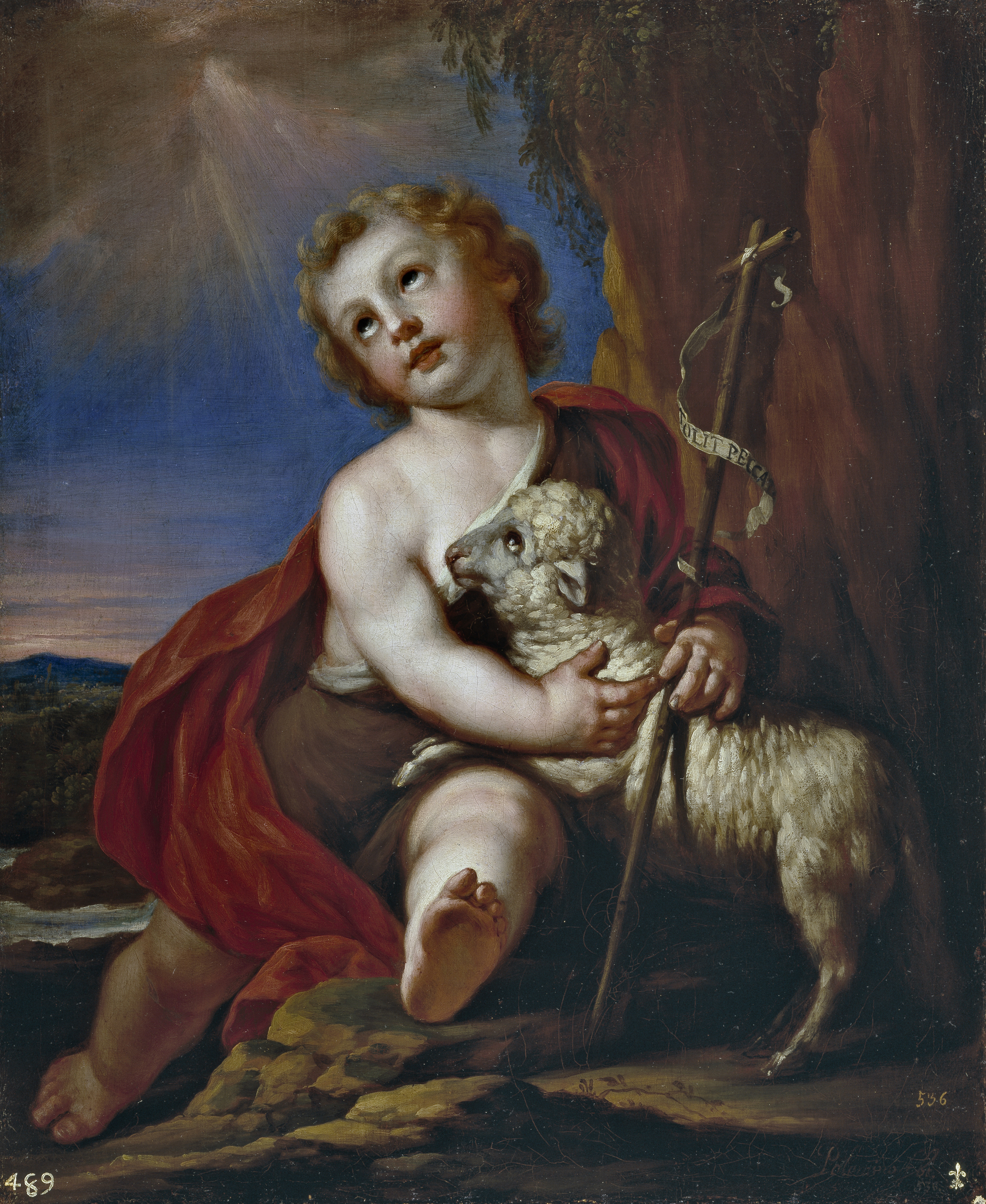
Святой Иоанн Креститель в младенчестве.
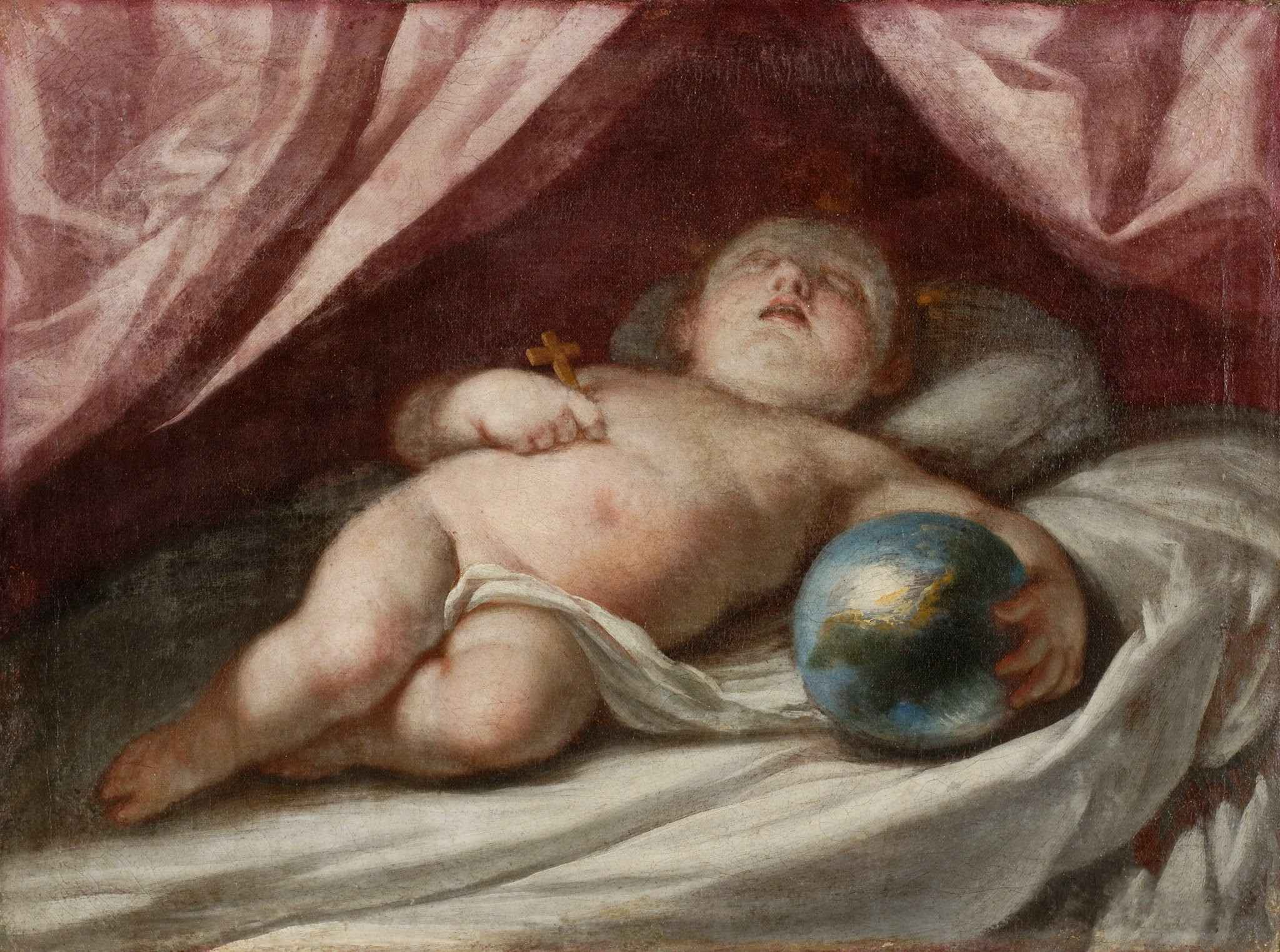
Иисус Христос в младенчестве.
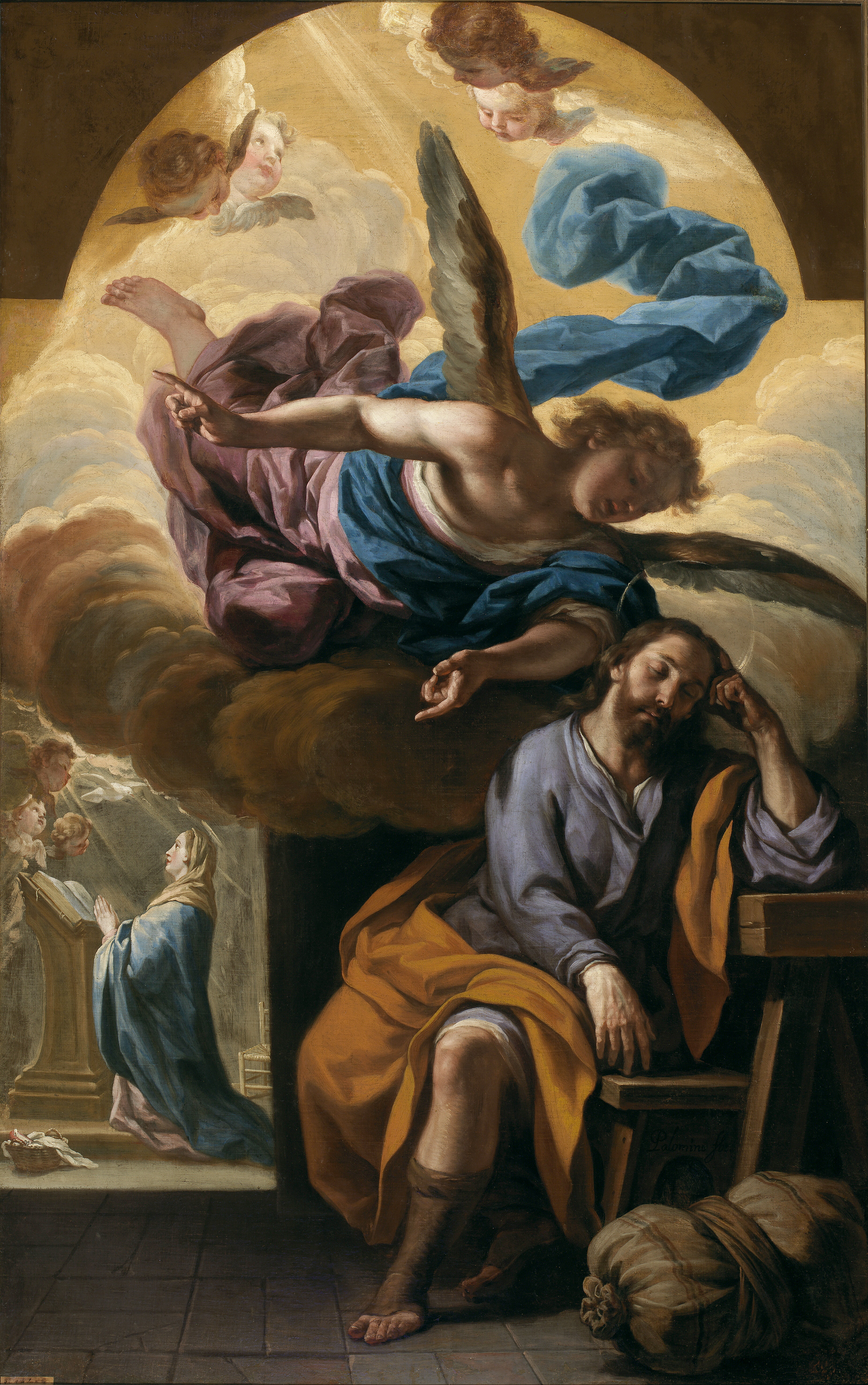
Видение Иосифа Обручника, Музей Прадо, Мадрид.
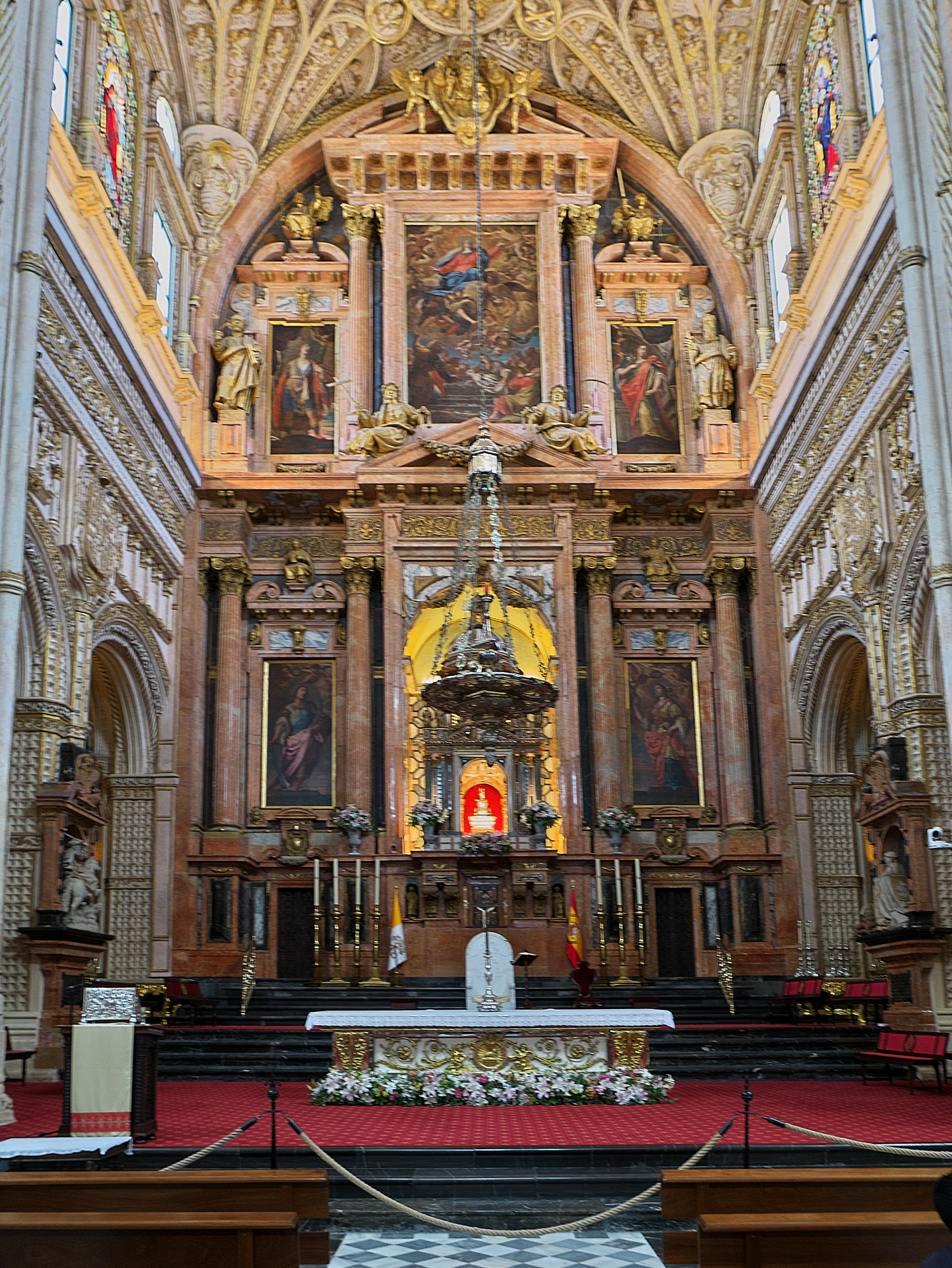
Иконостас Кордовского собора (как минимум, одна из центральных картин — кисти Паломино)
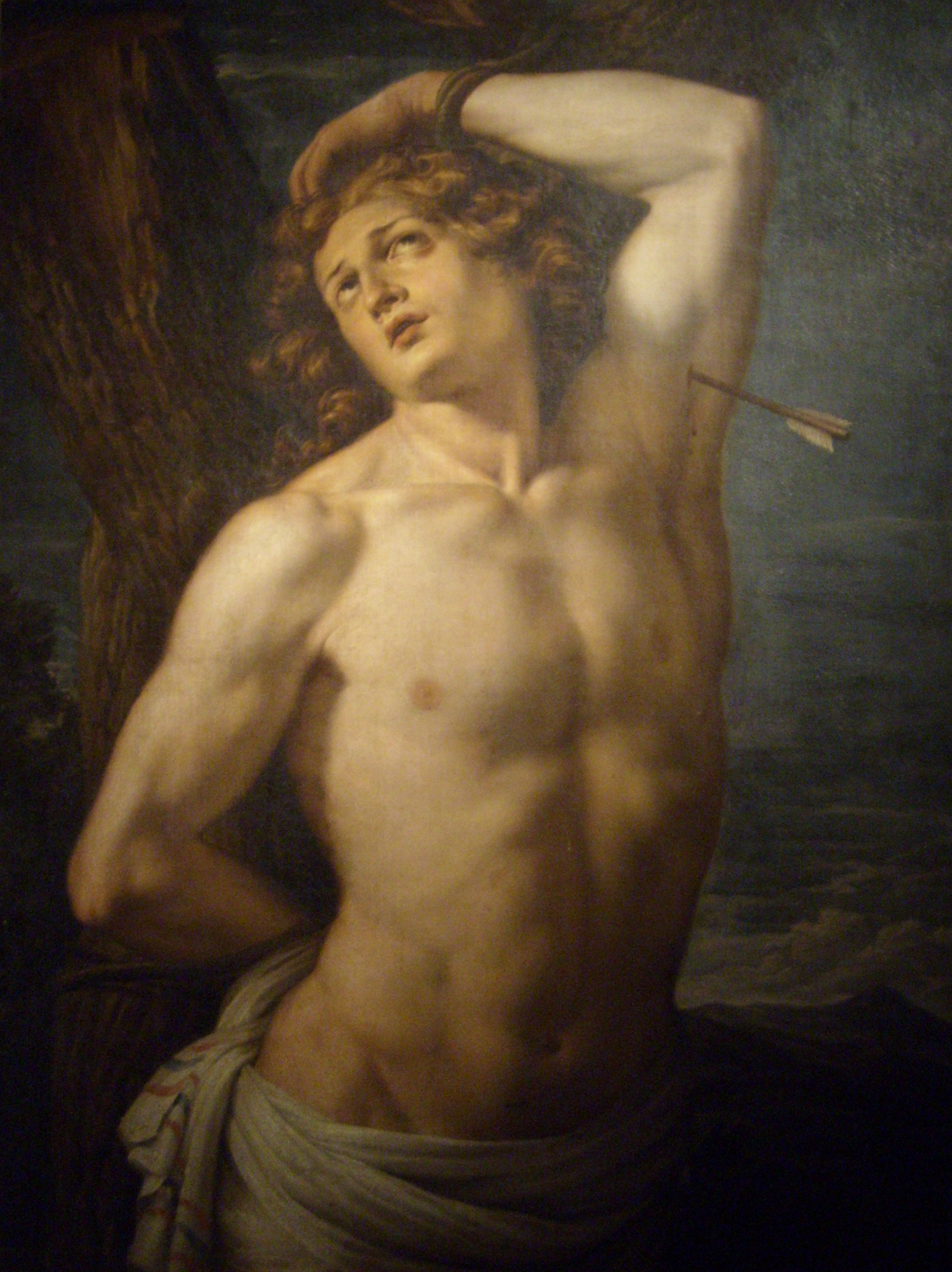
Святой Себастьян
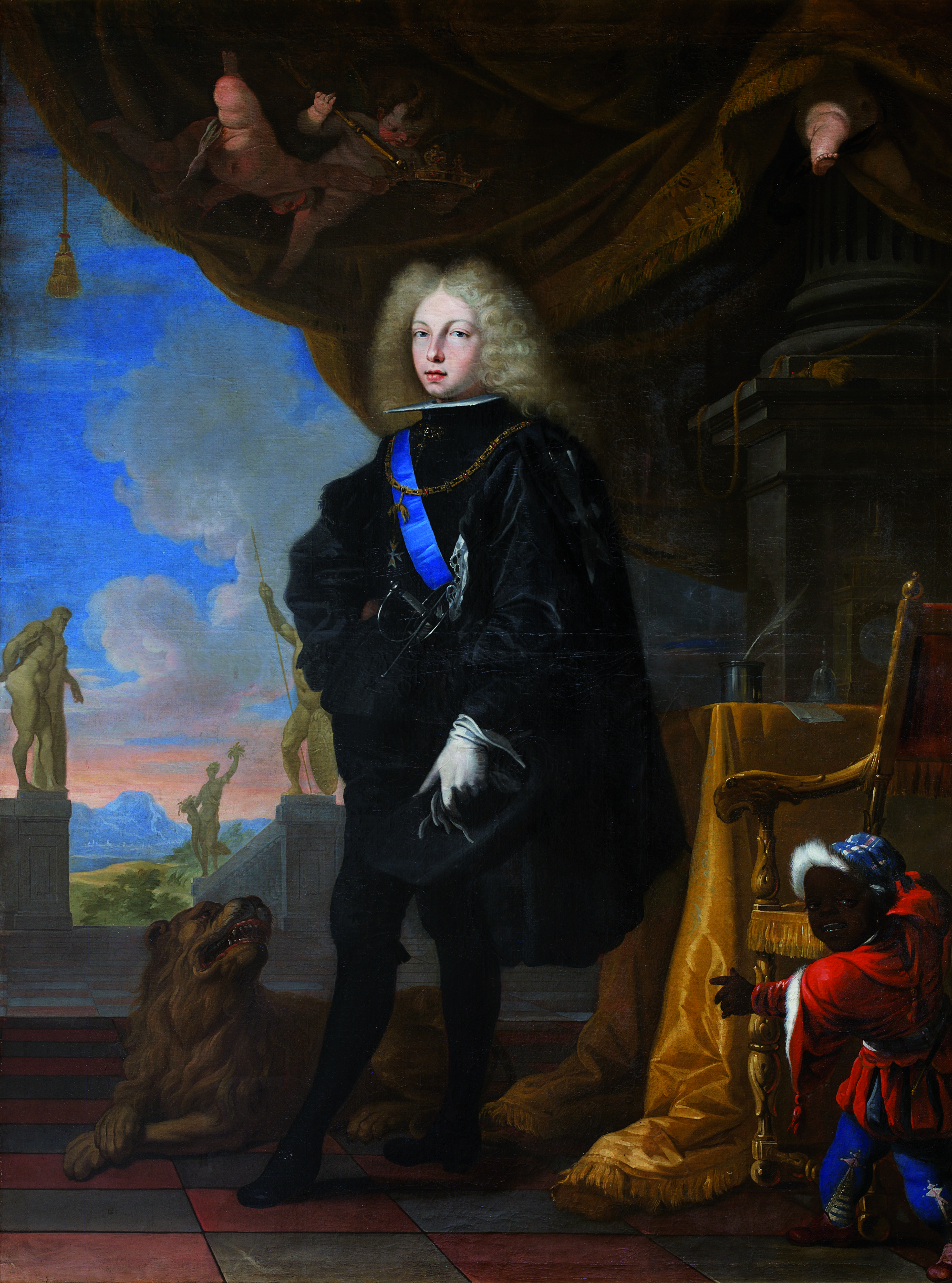
Портрет короля Испании Филиппа V, Саламанкский университет